# Бончковский, Ростислав Николаевич
Ростислав Николаевич Бончковский (7 января 1905 года, Петербург — 1942 год) — советский математик-педагог, инициатор создания (1934) и редактор тринадцати выпусков сборника «Математическое просвещение».
Родился семье юриста Николая Бончковского (1876 —?), дед — выходец из Варшавской губернии Франц Антонович Бончковский (1846—1917), служил врачом в различных городах Сибири; племянник Вячеслава Бончковского; младший брат — Флавий Бончковский.
Учился в Томском университете, затем перешёл на физико-математический факультет Московского университета. В 1929 году в «Сборнике работ математического раздела Коммунистической Академии» опубликовал научную работу «Об одном разбиении замкнутых многообразий». Преподавал в Московском энергетический институте и Московском институте инженеров транспорта.
С 1934 года параллельно с преподавательской деятельностью сотрудничал с ОНТИ, стал инициатором и фактически единоличным редактором первых сборников «Математическое просвещение» (1934—1938). Участвовал в экзаменах в средних школах, консультировал учеников и преподавателей, пропагандировал математические олимпиады. Также работал редактором «Учпедгиза», среди книг, вышедших под редакцией Бончковского — «Тригонометрия» Берманта — Люстерника (1938) и «Новая геометрия треугольника» Зетеля (1940).
Во время Великой Отечественной войны служил в Красной армии, погиб в боях Сталинградской битвы.

## Избранная библиография
- Бончковский Р. Н. Площади и объёмы. — М.: Изд-во Акад. наук СССР, 1937. — С. 136 с..
- Бончковский Р. Н. Геометрическое суммирование одного ряда // Математическое просвещение. — 1934. — Вып. 1. — С. 17—18.
- Бончковский Р. Н. Заметка о числе различных форм многоугольников // Математика и физика в средней школе. — 1934. — С. 12—15.
- Бончковский Р. Н. Покрытие плоскости правильными многоугольниками // Математическое просвещение. — 1935. — С. 15—21.
- Бончковский Р. Н. О двух пучках чевиан и двух трансверсалях треугольника // Математическое просвещение. — 1937. — С. 6—9.
- Бончковский Р. Н. Простейший способ вычисления логарифмов // Математика и физика в средней школе. — 1935.
- Бончковский Р. Н. Теорема Эйлера о многогранниках // Математическое просвещение. — 1936. — С. 9—11.